# Нейман, Густав
Густав Рихард Людвиг Нейман (нем. Gustav Richard Ludwig Neumann; 15 декабря 1838, Глейвиц — 16 февраля 1881, Алленбург) — немецкий шахматист и литератор, национальный мастер (1865).

## Биография
Родился в семье печатника. После переезда в Берлин изучал медицину. Не смог завершить обучение, однако во время Австро-прусской войны (1866 г.) служил унтер-врачом в полевом госпитале.
В 1869 г. переехал в Париж, где собирался продолжить обучение по медицинской специальности, однако в декабре того же года был госпитализирован с диагнозом «острая реакция на стресс». В марте 1870 г. выписался из психиатрической клиники и вернулся в Германию. В перерывах между приступами болезни продолжал выступать в турнирах. В 1872 г. после очередного обострения отошел от практики и уехал в небольшой городок в Восточной Пруссии, где находился до конца жизни.

### Шахматная деятельность
Редактор (совместно с А. Андерсеном) журнала «Neue Berliner Schachzeitung» (1864—1867 гг.). Автор популярного шахматного учебника, переведённого на французский, голландский и русский языки.
Победитель турнира немецких шахматистов в Берлине (1865 г.; со стопроцентным результатом), 5-го конгресса Западногерманского шахматного союза (Эльберфельд, 1865 г.) и международного турнира в Данди (1867 г.). Призёр крупного международного турнира в Баден-Бадене (1870 г.).
Во время турнира в Баден-Бадене сыграл примечательную партию с будущим чемпионом мира В. Стейницем. Партия продолжалась 12 часов и на 124-м ходу закончилась победой игравшего черными Стейница. При этом Стейниц несколько раз допускал серии одинаковых ходов (позиция не изменялась с 18 по 28, с 34 по 40 и с 86 по 101 ходы). После турнира на страницах журнала «Deutsche Schachzeitung» Нейман выступил с предложением ограничить допустимую серию одинаковых ходов тремя повторениями. Правило вскоре было утверждено и с небольшими видоизменениями (теперь к ничьей ведет троекратное повторение не серии ходов, а позиции) используется до сих пор.

## Спортивные результаты
| Год  | Город       | Соревнование                                     | +  | − | = | Результат | Место |
| ---- | ----------- | ------------------------------------------------ | -- | - | - | --------- | ----- |
| 1864 | Берлин      | 1-й матч с А. Андерсеном                         |    |   |   |           |       |
|      | Лейпциг     | Матч с Л. Паульсеном                             | 2  | 5 | 3 | 3½ : 6½   |       |
| 1865 | Берлин      | 2-й матч с А. Андерсеном                         |    |   |   |           |       |
|      | Берлин      | Серия партий с Ж. Арну де Ривьером               | 2  | 2 | 1 | 2½ : 2½   |       |
|      | Берлин      | Матч с В. К. Кнорре                              | 4  | 2 | 0 | 4 : 2     |       |
|      | Берлин      | Турнир Берлинского шахматного общества           | 34 | 0 | 0 | 34 из 34  |       |
|      | Эльберфельд | 5-й конгресс Западногерманского шахматного союза |    |   |   |           | 1     |
| 1866 | Берлин      | 3-й матч с А. Андерсеном                         |    |   |   |           |       |
|      | Берлин      | Матч с К. Майетом                                | 6  | 0 | 1 | 6½ : ½    |       |
|      | Берлин      | Турнир Берлинского шахматного общества           |    |   |   |           |       |
| 1867 | Париж       | Международный турнир                             | 17 | 3 | 4 | 19 из 24  | 4     |
|      | Данди       | Международный турнир                             | 7  | 1 | 1 | 7½ из 9   | 1     |
|      | Париж       | 1-й матч с Сам. Розенталем                       | 5  | 0 | 6 | 8 : 3     |       |
|      | Париж       | Матч с Ш. Винавером                              | 3  | 0 | 0 | 3 : 0     |       |
|      | Париж       | Матч с С. Гольмайо                               | 3  | 0 | 0 | 3 : 0     |       |
| 1869 | Париж       | 2-й матч с Сам. Розенталем                       | 3  | 1 | 1 | 3½ : 1½   |       |
|      | Париж       | 3-й матч с Сам. Розенталем                       | 4  | 1 | 1 | 4½ : 1½   |       |
| 1870 | Баден-Баден | Международный турнир                             | 9  | 5 | 2 | 10 из 16  | 3—4   |
| 1872 | Альтона     | 3-й конгресс Северогерманского шахматного союза  | 2  | 0 | 2 | 3 из 4    | 2     |

## Книги
- «Leitfaden für Anfänger im Schaspiel», 3 Aufl., Lpz., 1879. В русском переводе: «Шахматная игра. теоретическое и практическое руководство», СПБ, 1869; «Шахматы. Руководство для начинающих», [2 изд.], СПБ, 1892.